# 志野靖史
志野 靖史（しの やすし、1971年 - ）は、日本の漫画家、小説家、イラストレーター。

## 経歴
石川県金沢出身。早稲田大学第一文学部卒業。在学中に漫画家としてデビューし、綿密な取材に基いた政治、近代史を、コミカルに読ませる漫画を得意とする。一時期執筆活動を休止していたが、近年はイラストレーターとして精神医学書などにイラストを提供していた。米国の選挙キャンペーンバッジ収集を趣味として、著作もある。 
2015年に『信長のおもかげ』（単行本出版時に『信長の肖像』と改題）が第7回朝日時代小説大賞を受賞し、歴史小説家としてデビューした。

## 作品リスト
漫画
- 『内閣総理大臣 織田信長』全8巻　白泉社、1995年
- 『本土決算 よみがえる日本』　祥伝社、1999年11月 ISBN 4-396-42008-0
- 『1950年の世界一周 - 知られざる日本人使節団派遣の大プロジェクト』　ネコパブリッシング、2004年8月 ISBN 4-7770-5052-1
中曽根康弘の目を通して1950年世界一周視察団を描く。

小説
- 『信長の肖像』　朝日新聞出版、2015年12月 ISBN 9784022513366
- 『仁者無敵 甫庵伝』　朝日新聞出版、2017年7月 ISBN 978-4-02-251480-6
小瀬甫庵の生涯を描く歴史小説。

その他
- 『カンバッジが語るアメリカ大統領』　集英社、集英社新書ヴィジュアル版、2010年7月 ISBN 9784087205503